# Desert Bus
Desert Bus est un jeu vidéo de simulation développé par Imagineering et édité par Absolute Entertainment. Conçu par Penn et Teller comme une satire à l'encontre des polémiques concernant la moralité dans les jeux vidéo, le jeu consiste à simuler la conduite d'un bus en temps réel pendant huit heures sur une route déserte entre Tucson et Las Vegas. Le jeu était inclus dans la compilation Penn & Teller’s Smoke and Mirrors dont la sortie était initialement prévue sur Mega-CD en 1995 mais qui n'est finalement jamais sortie à la suite de l'abandon de la console par Sega. Qualifié de « pire jeu vidéo jamais créé » ou de « pire jeu vidéo de l'histoire », le jeu connaît une nouvelle notoriété au milieu des années 2000 et des événements caritatifs comme le Desert Bus for Hope sont même organisés sur base du jeu. Le jeu est désormais disponible sur iOS et Android et en novembre 2017, Gearbox Software publie une version actualisée en réalité virtuelle sur Windows.

## Histoire

### Création
Au début des années 1990, des lobbies et des politiques américains, dont Janet Reno,, dénoncent la violence présente dans les jeux vidéo. Dans ce contexte, les illusionnistes Penn et Teller imaginent un jeu qui serait irréprochable reflétant de manière précise la réalité de la vie et qui constituerait une satire à l'encontre des « moralisateurs ». Ils conçoivent donc Desert Bus, une simulation de la conduite d'un bus vide en temps réel, sans pause possible, pendant huit heures sur une route déserte entre Tucson et Las Vegas. L'unique objectif du jeu est de suivre la route sans faire d'écart comme passer la ligne blanche qui met un terme à la partie,,.

### Développement, problèmes en séries et inédition
Le développement de Desert Bus est confié à Imagineering et l'édition à Absolute Entertainment. Penn, Teller et l'éditeur prévoient de récompenser généreusement (un vrai voyage entre Tucson et Las Vegas, à l'intérieur d'un bus en compagnie de danseuses et d'un groupe de musique) tout joueur qui atteindrait les cent points, c'est-à-dire qui terminerait le jeu cent fois, consistant en 800 heures de jeu minimum. Le jeu est inclus dans une compilation intitulée Penn & Teller’s Smoke and Mirrors dont la sortie est prévue sur Mega-CD. Mais le jeu, bien que terminé, n'est finalement pas publié car le Mega-CD est abandonné par Sega. Penn et Teller cherchent alors d'autres acquéreurs susceptibles d'être intéressés par leur jeu mais n'y parviennent pas et Imagineering fait faillite entretemps. Les seules copies existantes du jeu sont alors celles qui ont été envoyées à la presse et le jeu finit par être oublié.

### Résurgence du jeu: nouvelle visibilité et utilisation à des fins caritatives
En septembre 2005, Frank Cifaldi, un journaliste indépendant américain et créateur du site LostLevels, consacré aux jeux vidéo rares et oubliés, reçoit un colis postal contenant plusieurs exemplaires du jeu. Il publie ensuite une critique du jeu sur divers forums, donnant à celui-ci une nouvelle visibilité. Mais la notoriété du jeu va véritablement croître à la suite de son utilisation à des fins caritatives. En effet, Paul Saunders, un humoriste américain, entend parler du jeu en 2006 et a comme idée de l'adapter pour un sketch. Un membre de son équipe suggère plutôt d'employer le jeu afin de récolter des fonds pour l'association Child's Play qui fait don de jouets et de jeux pour les enfants hospitalisés à travers le monde. C'est ainsi que Van Humbeck, Paul Sanders et leur équipe organisent le premier Desert Bus for Hope en novembre 2007. Lors de celui-ci, diffusé en streaming sur Internet, ils totalisent cinq points avant qu'un des membres de l'équipe n'accidente le bus et parviennent à récolter 22 085 dollars, comprenant mille dollars issus de Penn et Teller qui ont été mis au courant de l’événement,. 
Depuis lors, Desert Bus for Hope a réussi à récolter plus de 4 millions de dollars de dons. La notoriété de l'évément a permis au jeu d'être à nouveau commercialisé sur Android et iOS. L'événement connaît également une déclinaison française depuis 2013, intitulée Desert Bus de l'espoir au profit de l'association Les Petits Princes,.

### Desert Bus VR
En novembre 2017, Gearbox Software publie une version actualisée du jeu en réalité virtuelle sur Windows, développée par Dinosaur Games et intitulée Desert Bus VR. Un mode multijoueur et de nouveaux éléments y sont ajoutés et les graphismes sont améliorés,,.

## Système de jeu
Le jeu consiste en une simulation de conduite d'un bus en temps réel, sans pause possible, pendant huit heures sur une route déserte, sans la moindre circulation, entre Tucson et Las Vegas, l'objectif étant uniquement de suivre la route en ligne droite sans faire d'écart. Passer la ligne blanche ou sortir de la route met un terme à la partie. Il est impossible de laisser le bus avancer de manière automatique car il dévie légèrement vers la droite. Chaque victoire rapporte un point,,,.

### Desert Bus VR
La version VR, dont la réalité virtuelle est facultative, introduit des éléments inédits comme la présence de passagers contrôlés par d'autres joueurs et qui peuvent entre autres tenter de distraire le conducteur en lui lançant des boulettes de papier ou en faisant de grands gestes. Des interviews de Penn Gilette narrant la création du jeu sont également ajoutées comme bande sonore et de petits jouets ainsi que diverses alertes indiquant des problèmes de trajectoire agrémentent le jeu,.

## Accueil
Desert Bus, dans sa version originale, a été qualifié de « pire jeu vidéo de l'histoire » ou de « pire jeu vidéo jamais créé ». Concernant Desert Bus VR, Hardcore Gamer lui a attribué la note de 90/100, soulignant la gratuité du jeu, l'aspect social introduit avec le mode multijoueur et l'impact qu'une version améliorée du jeu peut avoir sur les événements caritatifs liés au jeu.